# Wildbad (Greding)
Wildbad ist ein Gemeindeteil der Stadt Greding im Landkreis Roth (Mittelfranken, Bayern). Wildbad liegt in der Gemarkung Großhöbing.

## Lage
Die Einöde liegt am linken Talhang der Schwarzach im Naturpark Altmühltal auf 470 m ü. NHN. Nachbarorte sind die Petermühle bei Hausen im Südosten, Röckenhofen im Nordosten, Großhöbing im Nordwesten und Günzenhofen im Südwesten. Wildbad ist über einen Anliegerweg zu erreichen, die bei Günzenhofen von der parallel zur Bundesautobahn 9 verlaufenden Staatsstraße 2227 auf circa 400 m ü. NHN in nordöstlicher Richtung abzweigt.

## Geschichte
Wildbad geht auf das Jahr 1450 zurück und war fürstbischöflich-eichstättischer Besitz. Die hier „wild“, das heißt nicht gefassten Jodquellen, denen eine heilende Wirkung nachgesagt wurde, gaben der Einöde ihren Namen.
Gegen Ende Alten Reiches, um 1800, war das Wildbad nur noch ein Bauern-„Gütl“, das zum bischöflichen Richteramt Greding gehörte, das auch die Hochgerichtsbarkeit ausübte.
Infolge des Reichsdeputationshauptschlusses kam das Anwesen 1802 mit dem säkularisierten Hochstift Eichstätt an den Großherzog Erzherzog Ferdinand III. von Toskana und 1806 an das Königreich Bayern und darin in das Landgericht Raitenbuch, 1812 in das Landgericht Greding. Mit dem Gemeindeedikt von 1818 wurde die Gemeinde Großhöbing neu gebildet und umfasste nunmehr außer Großhöbing und Günzenhofen die beiden Einöden Steinmühle und das in Privatbesitz gelangte Wildbad.
1810 wurde Wildbad mit Günzenhofen aus Greding aus- und in Großhöbing „St. Johannes Evangelist“ eingepfarrt, wohin die Kinder einen Weg von einer Dreiviertelstunde zur katholischen Schule hatten.
Schon 1801 heißt es bei Johann Kaspar Bundschuh: „… an der Schwarzach, mit welchem Bache sich einige Quellen allda vereinigen, die von dem Röckenhofer Berge (= Österberg), worauf auch ein eingegangenes Wildbad ist, entspringen.“ Auch 1829 heißt es in einer Beschreibung des Rezatkreises, das Wildbad sei „eingegangen“. 1868 beschrieb Karl Kugler in seinem Buch über die Altmühlalp Wildbad folgendermaßen: „Dem Dorfe Hausen nordwestlich gegenüber gewahrt man an der Berghänge ein kleines Bauergehöfte, welches Wildbad heißt. Dort entspringt eine klare Quelle, die sich die Anhöhe hinab zur Schwarzach ergießt und in früherer Zeit als Gesundbrunnen benutzt wurde.“
„Für den Erhalt und die gelungene Sanierung eines bäuerlichen (270 Jahre alten) Wohnhauses“ in der „idyllischen, parkähnlichen Landschaft von Wildbad“ vergab Bayern einen Staatspreis im Rahmen des Wettbewerbs Ländliche Entwicklung 2005/2006.

### Einwohnerentwicklung
- 1818: 6 Einwohner (1 „Feuerstelle“, 1 Familien)[12]
- 1823: 4 Einwohner (1 Anwesen)[6]
- 1840: 4 Einwohner (1 Haus, 1 Familie)[13]
- 1871: 6 Einwohner (4 Gebäude; 4 Rinder)[14]
- 1900: 7 Einwohner (1 Wohngebäude)[15]
- 1950: 23 Einwohner (2 Wohngebäude)[6]
- 1961: 6 Einwohner (2 Wohngebäude)[16]
- 1970: 4 Einwohner[17]
- 1987: 0 Einwohner[18]
- 2011: 1 Einwohner[19]
- 2012: 0 Einwohner[19]
- 2013: 0 Einwohner[19]